# Donald A. Wollheim

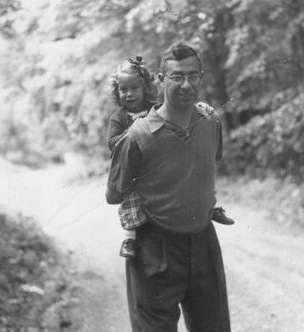
Donald A. Wollenheim med dotter, 1954.

Donald Allen Wollheim, född 1 oktober 1914 i New York, död 2 november 1990 i New York, var en amerikansk science fiction-redaktör, -förläggare, -författare och -fan. Som författare verkade han både under det egna namnet och pseudonymer, som David Grinnell. Han var en av de grundande medlemmarna av The Futurians, och hade stort inflytande på science fictions och science fiction-fandoms utveckling i nittonhundratalets USA. Han debuterade med novellen "The Man from Ariel" i Wonder Stories 1934.